# Wilhelm Kutscher

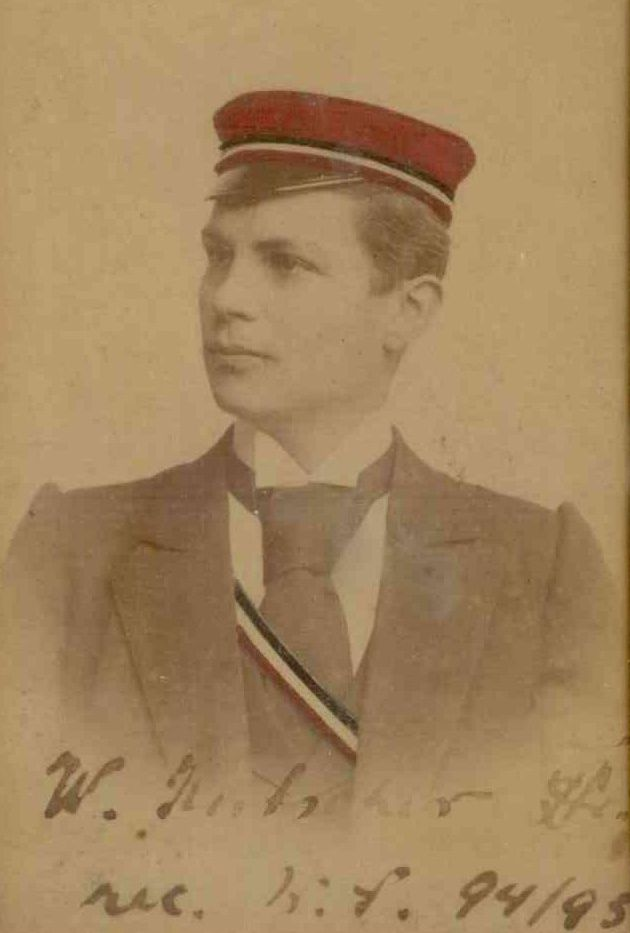
Wilhelm Kutscher

Wilhelm Hermann Kutscher (* 26. Dezember 1876 in Wobesde, Provinz Pommern; † 13. Juni 1962 in Göttingen) war ein deutscher Verwaltungsbeamter.

## Familie
Wilhelm Kutscher war ein Sohn des Rittergutsbesitzers Ernst Kutscher auf Wobesde und seiner Frau Anna geb. Mach. 1907 heiratete er Adelheid Pagenstecher, eine Tochter des Generalmajors a. D. Rudolf Pagenstecher in Wiesbaden und dessen Ehefrau Elisabeth geb. zur Nedden.

## Leben
Kutscher besuchte das Gymnasium in Stolp, an dem er 1894 die Reifeprüfung ablegte. Er begann  an der Eberhard Karls Universität Tübingen Rechtswissenschaft zu studieren und wurde Angehöriger des Corps Suevia Tübingen. Als Inaktiver wechselte er an die Friedrich-Wilhelms-Universität zu Berlin und die Königliche Universität zu Greifswald. Er bestand 1897 in Greifswald das Referendarexamen und wurde im selben Jahr zum Dr. jur. promoviert. Er wechselte von der Rechtspflege in die innere Verwaltung Preußens und kam 1901 als Regierungsreferendar nach Trier. 1898/99 diente er als Einjährig-Freiwilliger in Stolp. Ab 1903 war er als Regierungsassessor in Perleberg, Schlawe, Köslin und Neustettin beschäftigt. Von 1907 bis 1914 wirkte er im Kreis Lauenburg i. Pom. als Landrat. Dem Provinziallandtag der Provinz Pommern gehörte er von 1912 bis 1915 an. Von 1914 bis 1919 war er Vortragender Rat im preußischen Innenministerium. Hier erwarb er sich während des Ersten Weltkriegs vor allem Verdienste beim Wiederaufbau der durch den Russeneinfall 1914 in Mitleidenschaft gezogenen ostpreußischen Städte und Gemeinden, wobei er eng mit dem dortigen Oberpräsidenten Adolf Tortilowicz von Batocki-Friebe zusammenarbeitete. Auf Betreiben des sozialdemokratischen preußischen Innenministers Wolfgang Heine wurde er 1919 als Regierungspräsident in den Regierungsbezirk Hildesheim versetzt. 1922 musste er wegen seiner konservativen Einstellung den Staatsdienst verlassen und wurde in den einstweiligen, 1924 in den endgültigen Ruhestand versetzt.
Von 1923 bis 1932 wirkte er als geschäftsführendes Vorstandsmitglied des Deutschen Landwirtschaftsrates. Als das Kabinett Braun III 1932 im Preußenschlag abgesetzt wurde, setzte ihn das Kabinett Papen als Nachfolger von Ernst Siehr als Oberpräsident der Provinz Ostpreußen ein. Bereits im Sommer 1933 musste er diesen Posten an den NSDAP-Gauleiter Erich Koch abtreten. Danach wirkte er als Verwaltungsratsmitglied der Deutschen Rentenbank und als Mitglied des Pommerschen Provinzialrates. Bis 1945 blieb er Mitglied des Preußischen Staatsrates. Er war Mitglied der Deutschnationalen Volkspartei.